# Френч-Лейк (тауншип, Миннесота)
Френч-Лейк (англ. French Lake) — тауншип в округе Райт, Миннесота, США. На 2000 год его население составило 1130 человек.

## География
По данным Бюро переписи населения США площадь тауншипа составляет 91,9 км², из которых 86,7 км² занимает суша, а 5,2 км² — вода (5,64 %).

## Демография
По данным переписи населения 2000 года здесь находились 1130 человек, 405 домохозяйств и 311 семей.  Плотность населения —  13,0 чел./км².  На территории тауншипа расположено 615 построек со средней плотностью 7,1 построек на один квадратный километр. Расовый состав населения: 98,50 % белых, 0,18 % афроамериканцев, 0,09 % коренных американцев, 0,27 % азиатов и 0,97 % приходится на две или более других рас. Испанцы или латиноамериканцы любой расы составляли 0,27 % от популяции тауншипа.
Из 405 домохозяйств в 33,8 % воспитывались дети до 18 лет, в 69,1 % проживали супружеские пары, в 4,4 % проживали незамужние женщины и в 23,0 % домохозяйств проживали несемейные люди. 19,3 % домохозяйств состояли из одного человека, при том 7,7 % из — одиноких пожилых людей старше 65 лет. Средний размер домохозяйства — 2,79, а семьи — 3,23 человека.
30,2 % населения — младше 18 лет, 5,8 % — в возрасте от 18 до 24 лет, 27,1 % — от 25 до 44, 24,2 % — от 45 до 64, и 12,7 % — старше 65 лет. Средний возраст — 37 лет. На каждые 100 женщин приходилось 115,2 мужчин.  На каждые 100 женщин старше 18 приходилось 110,4 мужчин.
Средний годовой доход домохозяйства составлял 57 708 долларов, а средний годовой доход семьи —  60 625 долларов. Средний доход мужчин —  41 635  долларов, в то время как у женщин — 28 036. Доход на душу населения составил 23 488 долларов. За чертой бедности находились 4,9 % семей и 8,3 % всего населения тауншипа, из которых 14,7 % младше 18 и 3,3 % старше 65 лет.